# Przybysław (powiat jarociński)
Przybysław – osada w Polsce położona w województwie wielkopolskim, w powiecie jarocińskim, w gminie Żerków. Miejscowość wchodzi w skład sołectwa Antonin.
W latach 1975–1998 miejscowość należała administracyjnie do województwa kaliskiego.

## Urodzeni w Przybysławiu
- Stanisław Musielak –  polski literat, urzędnik samorządowy, burmistrz Ostrowa Wielkopolskiego (1920-1929), ofiara egzekucji w Lasku Winiarskim 1939[3].